# Cesare Cavaliè
Alberto Cesare Cavaliè (* 5. Januar 1835 in Bergamo, Königreich Lombardo-Venetien; † 1907 ebenda) war ein italienischer Landschaftsmaler der Düsseldorfer Schule.

## Leben
Cavaliè, Sohn hugenottischer Einwanderer aus Anduze, wuchs in Bergamo auf, wo er zunächst Schüler des Malers Costantino Rosa (1803–1878) war. Von 1853 bis 1856 ging er bei dem Schweizer Landschaftsmaler Alexandre Calame in Genf in die Lehre. 1856 begann er, Kunstausstellungen in Genf zu beschicken. In den Schuljahren 1863/1864 und 1865/1866 war er Student in Landschafterklassen von Oswald Achenbach an der Kunstakademie Düsseldorf. Von 1864 bis 1866 war auch Calames Sohn Arthur dort eingeschrieben.
Mit seinen zahlreichen Landschaften, die Motive von den oberitalienischen Seen, aus dem Engadin, von der ligurischen Riviera, gelegentlich auch aus Süditalien und Deutschland zeigen, beschickte er Ausstellungen in der Schweiz (Genf 1861), in Deutschland (Düsseldorf 1876) und Italien (Parma 1870, Neapel 1877, Venedig 1881, Turin 1884 und 1898). 1877 gewann er auf der Nationalausstellung der Accademia di Belle Arti di Brera in Mailand mit dem Bild Il dispaccio dal campo (Die Felddepesche) den Premio Principe Umberto.